# Walter Bachmann (gyógypedagógus)
Walter Bachmann (Mainz, 1925. július 30. – Düsseldorf, 1992. december 21.) német gyógypedagógus, a Justus Liebig Egyetem (Gießen) Gyógy- és Különpedagógiai Intézetének alapítója és vezetője (1983-1990), a Bárczi Gusztáv Gyógypedagógiai Tanárképző Főiskola tiszteletbeli professzora (1987), a „Pro Cultura Hungariae” kitüntetés tulajdonosa (1990).

## Életútja
1964-ben doktorált gyógypedagógiai tárgyú értekezéssel Mainzban, a Johannes Gutenberg Egyetemen. 1967-től főtanácsos volt a marburgi egyetemen, 1970-től dolgozott nyugalomba vonulásáig a gießeni egyetemen (1990), ahol mint dékán is működött (1970-73) és számos szakmai újítást kezdeményezett. Több mint 200 publikációja jelent meg (könyvek, tanulmányok, sorozatkiadványok, stb.). 
Főbb kutatási területei: általános gyógypedagógia, gyógypedagógia-történet, értelmileg akadályozottak gyógypedagógiája, időskorúak életmódja (gyógygerontológia), gyógypedagógiai iskola-egészségtan. Walter Bachmann már egységes Európában gondolkodott akkor is, amikor még az kettéosztott volt. Több külföldi szocialista országbeli gyógypedagógia-képző intézménnyel épített ki szakmai együttműködést; közös kutatásokat kezdeményezett, közös kiadványokat szerkesztett és jelentetett meg. 
Magyarországon 1969-ben vett részt először egy gyógypedagógiai konferencián és a Magyar Gyógypedagógusok Egyesülete rendezvényein és a Gyógypedagógiai Tanárképző Főiskolán (ma ELTE Bárczi Gusztáv Gyógypedagógia Kar) gyakran tartott előadásokat. Magyarországon két jelentős közös kiadvány is született, a magyar gyógypedagógusokról magyar-német-angol nyelven jelent meg biográfia (1977) és egy gyűjteményes tanulmánykötet a magyar gyógypedagógusok tudományos eredményeiről és törekvéseiről (1990). Nagyon szerette Magyarországot, 1990-ben egy Budapestre tervezett „Európa Ház” javaslatot terjesztett elő. Halála után „Nemzetközi Erdélyi-Bachmann György- és Különpedagógiai Alapítvány” (EBI) jött létre Budapest székhellyel.

## Kötetei (válogatás)
- Das Verhältnis von Menschenbildung und Berufsfindung beim Hilfschulkind. Mainz, 1964 (1. kiad.) , 1972 (6. kiad.);
- Bilddokumentation zur Geschichte der Heilpädagogik. 1969. (saját kiadás);
- A fogyatékos emberrel szembeni beállítódás történelmi változása. in: A Gyógypedagógiai Tanárképző Főiskola évkönyve. IV. Bp. 1971. 295-304.;
- Biographien sowjetischer Defektologen. Giessen, 1973 (1. kiad) , 1979 (3. kiad) ;
- Biographien ungarischer Heilpädagogen. (Hrsg. Gordos-Szabó, A.-Lányi-Engelmayer, Á.) (magyar-német-angol nyelven) Rheinstetten, 1977.;
- Biographien polnischer Sonderpädagogen. Giessen, 1979.;
- A különpedagógiai tanulók egészségnevelését befolyásoló tényezők. Gyógypedagógiai Szemle, 1979/4. sz. 263-269.;
- Das unselige Erbe des Christentums: Die Wechselbälge. Giessen, 1985.;
- Geragogik - ein Aufgabenbereich der Pädagogik. Giessen, 1987.; *Mesterházi Zs. (Hrsg.): Trends und Perspektiven der gegenwärtigen ungarischen Heilpädagogik. Giessen, 1990.;
- Építőkövek a gyógypedagógia európai történetéhez. Gyógypedagógiai Szemle, 1992/1. sz. 28-43.;
- Interkulturális összefogás a gyógypedagógiában - feladat és kötelezettség az ezredfordulón. Nemzetközi Tudományos Konferencia Bárczi Gusztáv születésének centenáriuma alkalmából. (Szerk. Buday J.) Budapest, 1993. 85-89.